# Paul-Joseph Phạm Ðình Tụng
Paul Joseph Pham Ðình Tung (Binh Hoa, 15 de junho de 1919 — Hanói, 22 de fevereiro de 2009) foi um cardeal arcebispo católico vietnamita.
Phạm estudou teologia e filosofia católicas no seminário de Hanói. Recebeu o sacramento da ordenação em 6 de junho de 1949 e depois trabalhou como pároco. Em 1963, o Papa João XXIII o nomeou Bispo de Bac Ninh. O arcebispo Joseph Marie Trịnh Như Khuê deu-lhe a consagração episcopal em 15 de agosto do mesmo ano. De 1963 a 1990, Phaolo-Giuse Pham Dinh Tung estava em prisão domiciliar.
Em 1990 foi nomeado Administrador Apostólico em Hanói. Em 1994, após a morte de seu antecessor Joseph Cardinal Trinh Văn Văn Căn, o Papa João Paulo II o nomeou arcebispo de Hanói e o aceitou como cardeal sacerdote com a igreja titular de Santa Maria "Regina Pacis" em Ostia mare no Colégio dos Cardeais .
Sua renúncia como arcebispo de Hanói foi concedida por João Paulo II em 2005.
Durante o período de prisão domiciliar ordenada pelos governantes comunistas de 1963 a 1990, ele não visitou nenhuma de suas cerca de 100 paróquias, mas conseguiu manter a administração da diocese com três padres e numerosos padres leigos. Durante o período de 27 anos de prisão domiciliar, ele desenvolveu sua própria técnica de oração e escreveu poemas e rimas místicas. Phạm converteu os textos sagrados em uma forma poética tradicional vietnamita que facilita a memorização do conteúdo. Seu trabalho catequético "Lục bát" o tornou famoso no Vietnã.